# Mai hoa lửa châu Phi
Mai hoa lửa châu Phi, tên khoa học Lagonosticta rubricata, là một loài chim trong họ Estrildidae.
Loài này hiện diện ở nhiều nơi ở Châu Phi. Chúng có phạm vi xuất hiện toàn cầu ước tính là 5.400.000 km2.

## Phân loại
Mai hoa lửa châu Phi được mô tả chính thức vào năm 1823 bởi nhà tự nhiên học người Đức Hinrich Lichtenstein. Ông đặt nó cùng với loài chim sẻ trong chi Fringilla và đặt ra tên kép Fringilla rubricata. Lichtenstein đặt địa phương này là "terra Caffrorum".